# Quinzième circonscription de Paris
Pour les articles homonymes, voir Quinzième circonscription de Paris de 1958 à 1986 et Quinzième circonscription de Paris de 1988 à 2012.
La quinzième circonscription de Paris est l'une des 18 circonscriptions électorales françaises que compte le département de Paris situé en région Île-de-France depuis le redécoupage des circonscriptions électorales réalisé en 2010 et applicable à partir des élections législatives de juin 2012.
Elle fait l’objet d’un suivi médiatique en 2021 à la suite de l’élection législative partielle alors gagnée par Lamia El Aaraje face déjà à Danielle Simonnet qui récupérera le siège un an plus tard.

## Délimitation de la circonscription
La loi du 23 février 2010 ratifie l'ordonnance du 29 juillet 2009, laquelle détermine la répartition des sièges et la délimitation des circonscriptions pour l'élection des députés.
La circonscription est délimitée ainsi : une partie du 20e arrondissement, comprenant : 
- le quartier Saint-Fargeau ;
- la portion des quartiers de Belleville et du Père-Lachaise située à l'est d'une ligne définie par l'axe des voies ci-après : rue Piat, rue des Envierges, rue Levert, rue des Pyrénées, rue de Bagnolet, boulevard de Charonne et place des Antilles ;
- la portion du quartier de Charonne située au nord d'un axe suivant l'avenue de la Porte-de-Montreuil, la rue d'Avron, la rue des Pyrénées, la rue de la Plaine et le boulevard de Charonne.

Cette délimitation s'applique donc à partir de la XIVe législature de la Cinquième République française.
Cette quinzième circonscription de Paris correspond grossièrement à la précédente Vingt et unième circonscription, cédant le sud du quartier de Charonne, reprenant à la sixième une partie de Belleville et redéfinissant la limite au sein du quartier du Père-Lachaise.

## Députés
| Législature | Début de mandat  | Fin de mandat    | Député               | Parti politique | Observations |
| ----------- | ---------------- | ---------------- | -------------------- | --------------- | --- |
| XIVe        | 20 juin 2012     | 21 juillet 2012  | George Pau-Langevin  | PS              | Nommée au gouvernement le 21 juillet 2012, reprend ces fonctions à la suite de sa démission le 1er octobre 2016.    |
| XIVe        | 21 juillet 2012  | 1er octobre 2016 | Fanélie Carrey-Conte | PS              | Nommée au gouvernement le 21 juillet 2012, reprend ces fonctions à la suite de sa démission le 1er octobre 2016.    |
| XIVe        | 1er octobre 2016 | 20 juin 2017     | George Pau-Langevin  | PS              | Nommée au gouvernement le 21 juillet 2012, reprend ces fonctions à la suite de sa démission le 1er octobre 2016.    |
| XVe         | 21 juin 2017     | 20 novembre 2020 | George Pau-Langevin  | PS              | Démissionne après avoir été nommée adjointe à la Défenseure des droits. Annulation de l'élection partielle de 2021. |
| XVe         | 6 juin 2021      | 28 janvier 2022  | Lamia El Aaraje      | PS              | Démissionne après avoir été nommée adjointe à la Défenseure des droits. Annulation de l'élection partielle de 2021. |
| XVIe        | 22 juin 2022     | 9 juin 2024      | Danielle Simonnet    | LFI             | Mandat écourté à la suite d'une dissolution parlementaire décidée par Emmanuel Macron.                              |
| XVIIe       | 8 juillet 2024   | En cours         | Danielle Simonnet    | L'Après         | |

## Résultats électoraux

### Élections législatives de 2012
Les élections législatives se sont déroulées les dimanches 10 et 17 juin 2012.
|                                            | George Pau-Langevin* | PS             | 19 858 | 47,01  | 28 421 | 73,50  |  |  |  |  |  |
|                                            | Nathalie Fanfant     | UMP            | 7 584  | 17,96  | 10 247 | 26,50  |  |  |  |  |  |
|                                            | Didier Le Reste      | FG (PCF)       | 5 254  | 12,44  |        |        |  |  |  |  |  |
|                                            | Arlette Zilberg      | EELV           | 3 328  | 7,88   |        |        |  |  |  |  |  |
|                                            | Geneviève Beduneau   | FN             | 2 819  | 6,67   |        |        |  |  |  |  |  |
|                                            | Sonia Ouertani       | MoDem          | 1 344  | 3,18   |        |        |  |  |  |  |  |
|                                            | Pierre Mounier       | PP             | 821    | 1,94   |        |        |  |  |  |  |  |
|                                            | Claude Trannet       | DLR            | 314    | 0,74   |        |        |  |  |  |  |  |
|                                            | Pénélope Duggan      | NPA            | 259    | 0,61   |        |        |  |  |  |  |  |
|                                            | Arnaud Charvillat    | LO             | 236    | 0,56   |        |        |  |  |  |  |  |
|                                            | Hacen Mohammedi      |                | 141    | 0,33   |        |        |  |  |  |  |  |
|                                            | Nancy Verdier        | DVD            | 127    | 0,30   |        |        |  |  |  |  |  |
|                                            | Abbès Benaissa       | SP             | 121    | 0,29   |        |        |  |  |  |  |  |
|                                            | Julien Volganli      | PPLD           | 30     | 0,07   |        |        |  |  |  |  |  |
|                                            | Élisabeth Jaskulké   | PR             | 2      | 0,00   |        |        |  |  |  |  |  |
|                                            |                      |                |        |        |        |        |  |  |  |  |  |
| Inscrits                                   | Inscrits             | Inscrits       | 73 938 | 100,00 | 73 924 | 100,00 |  |  |  |  |  |
| Abstentions                                | Abstentions          | Abstentions    | 31 271 | 42,29  | 34 061 | 46,08  |  |  |  |  |  |
| Votants                                    | Votants              | Votants        | 42 667 | 57,71  | 39 863 | 53,92  |  |  |  |  |  |
| Blancs et nuls                             | Blancs et nuls       | Blancs et nuls | 429    | 1,01   | 1 195  | 3,00   |  |  |  |  |  |
| Exprimés                                   | Exprimés             | Exprimés       | 42 238 | 98,99  | 38 668 | 97,00  |  |  |  |  |  |
| * Député sortant de la 21e circonscription |                      |                |        |        |        |        |  |  |  |  |  |

### Élections législatives de 2017
|                                                                        |                                                                         |                           |                           |                          |                          |
|                                                                        |                                                                         | Premier tour 11 juin 2017 | Premier tour 11 juin 2017 | Second tour 18 juin 2017 | Second tour 18 juin 2017 |
|                                                                        |                                                                         |                           |                           |                          |                          |
|                                                                        |                                                                         | Nombre                    | % des inscrits            | Nombre                   | % des inscrits           |
| Inscrits                                                               | Inscrits                                                                | 76 213                    | 100,00                    | 76 203                   | 100,00                   |
| Abstentions                                                            | Abstentions                                                             | 36 971                    | 48,51                     | 43 200                   | 56,69                    |
| Votants                                                                | Votants                                                                 | 39 242                    | 51,49                     | 33 003                   | 43,31                    |
|                                                                        |                                                                         |                           | % des votants             |                          | % des votants            |
| Bulletins blancs                                                       | Bulletins blancs                                                        | 675                       | 1,72                      | 2 284                    | 6,92                     |
| Bulletins nuls                                                         | Bulletins nuls                                                          | 199                       | 0,51                      | 801                      | 2,43                     |
| Suffrages exprimés                                                     | Suffrages exprimés                                                      | 38 368                    | 97,77                     | 29 918                   | 90,65                    |
|                                                                        |                                                                         |                           |                           |                          |                          |
| Candidat Étiquette politique (partis et alliances)                     | Candidat Étiquette politique (partis et alliances)                      | Voix                      | % des exprimés            | Voix                     | % des exprimés           |
|                                                                        |                                                                         |                           |                           |                          |                          |
|                                                                        | George Pau-Langevin (députée sortante) Parti socialiste                 | 9 258                     | 24,13                     | 18 038                   | 60,29                    |
|                                                                        | Mehdi Kemoune La France insoumise                                       | 7 158                     | 18,66                     | 11 880                   | 39,71                    |
|                                                                        | Philippe Aragon PR                                                      | 6 418                     | 16,73                     |                          |                          |
|                                                                        | Antoinette Guhl Europe Écologie Les Verts                               | 4 171                     | 10,87                     |                          |                          |
|                                                                        | Atanase Périfan Les Républicains (Union des démocrates et indépendants) | 3 421                     | 8,92                      |                          |                          |
|                                                                        | Christophe Versini Front national                                       | 1 771                     | 4,62                      |                          |                          |
|                                                                        | Jacques Baudrier Parti communiste français (République et socialisme)   | 1 746                     | 4,55                      |                          |                          |
|                                                                        | Dalila Lasfar Parti radical de gauche                                   | 918                       | 2,39                      |                          |                          |
|                                                                        | Hélène Testud Parti pirate                                              | 486                       | 1,27                      |                          |                          |
|                                                                        | Didier Chabaillé Debout la France                                       | 448                       | 1,17                      |                          |                          |
|                                                                        | Jean-Philippe Renau Divers (#MaVoix)                                    | 437                       | 1,14                      |                          |                          |
|                                                                        | Olivier Cohen Parti animaliste                                          | 428                       | 1,12                      |                          |                          |
|                                                                        | Hervé Masnyou Nouvelle Donne                                            | 399                       | 1,04                      |                          |                          |
|                                                                        | Colette Anglada Union populaire républicaine                            | 292                       | 0,76                      |                          |                          |
|                                                                        | Hicham Fassi Fihri Écologiste                                           | 282                       | 0,73                      |                          |                          |
|                                                                        | Arnaud Charvillat Lutte ouvrière                                        | 261                       | 0,68                      |                          |                          |
|                                                                        | Nina Abdoulhamidi Écologiste (Mouvement 100 %)                          | 182                       | 0,47                      |                          |                          |
|                                                                        | Adil Touaimia-Kabbouch Divers droite (La France qui ose)                | 162                       | 0,42                      |                          |                          |
|                                                                        | Roger Domard Extrême gauche                                             | 67                        | 0,17                      |                          |                          |
|                                                                        | Ariane Dreyfus Divers (À nous la démocratie)                            | 63                        | 0,16                      |                          |                          |
|                                                                        | Florence Castillon Divers droite                                        | 0                         | 0,00                      |                          |                          |
| Source : Ministère de l'Intérieur - Quinzième circonscription de Paris |                                                                         |                           |                           |                          |                          |

### Élection législative partielle de 2021
Des élections législatives partielles sont organisées les 4 et 11 avril 2021 à la suite de la démission de la député de la circonscription, George Pau-Langevin, en raison de sa nomination en tant qu'adjointe au Défenseur des droits le 13 novembre 2020. Une majorité de candidats de gauche se présentent à cette élection. Le 30 mars 2021, par décision du premier ministre et du ministre de l'Intérieur, l'élection est reportée aux 30 mai et 6 juin 2021 et en raison du contexte sanitaire lié à la pandémie de Covid-19.
Députée sortante : George Pau-Langevin (PS)
|                                                 |                                                          |                          |                          |                         |                         |
|                                                 |                                                          | Premier tour 30 mai 2021 | Premier tour 30 mai 2021 | Second tour 6 juin 2021 | Second tour 6 juin 2021 |
|                                                 |                                                          |                          |                          |                         |                         |
|                                                 |                                                          | Nombre                   | % des inscrits           | Nombre                  | % des inscrits          |
| Inscrits                                        | Inscrits                                                 | 77 370                   | 100,00                   | 77 424                  | 100,00                  |
| Abstentions                                     | Abstentions                                              | 65 355                   | 84,46                    | 64 760                  | 83,64                   |
| Votants                                         | Votants                                                  | 12 029                   | 15,55                    | 12 664                  | 16,36                   |
|                                                 |                                                          |                          | % des votants            |                         | % des votants           |
| Bulletins blancs                                | Bulletins blancs                                         | 173                      | 1,44                     | 569                     | 4,49                    |
| Bulletins nuls                                  | Bulletins nuls                                           | 131                      | 1,09                     | 289                     | 2,28                    |
| Suffrages exprimés                              | Suffrages exprimés                                       | 11 725                   | 97,47                    | 11 806                  | 93,22                   |
|                                                 |                                                          |                          |                          |                         |                         |
| Candidats (partis et alliances)                 | Candidats (partis et alliances)                          | Voix                     | % des exprimés           | Voix                    | % des exprimés          |
|                                                 |                                                          |                          |                          |                         |                         |
|                                                 | Lamia El Aaraje Parti socialiste                         | 3 009                    | 25,66                    | 6 678                   | 56,56                   |
|                                                 | Danielle Simonnet La France insoumise                    | 2 437                    | 20,78                    | 5 128                   | 43,44                   |
|                                                 | François-Marie Didier Les Républicains                   | 2 171                    | 18,52                    |                         |                         |
|                                                 | Antoinette Guhl Europe Écologie Les Verts (Génération·s) | 2 160                    | 18,42                    |                         |                         |
|                                                 | Thomas Roger Parti communiste français                   | 1 239                    | 10,57                    |                         |                         |
|                                                 | Jean-Damien de Sinzogan Monarchiste                      | 516                      | 4,40                     |                         |                         |
|                                                 | Sarah Gardent Parti ouvrier indépendant démocratique     | 130                      | 1,11                     |                         |                         |
|                                                 | Farid Ghehiouèche Cannabis sans frontières               | 63                       | 0,54                     |                         |                         |
| Source : Préfecture de Paris et d'Île-de-France |                                                          |                          |                          |                         |                         |

Le 28 janvier 2022, le Conseil constitutionnel annule l'élection à la suite de l'usurpation de logo d'un de ses adversaires de premier tour, Lamia El Aaraje perd donc automatiquement son mandat. Les élections législatives se tenant quelques mois plus tard, il n'y a pas de partielle et le siège reste vacant.

### Élections législatives de 2022
Les élections législatives françaises de 2022 se déroulent les dimanches 12 et 19 juin 2022.
|                                                    |                                                                  |                           |                           |                          |                          |
|                                                    |                                                                  | Premier tour 12 juin 2022 | Premier tour 12 juin 2022 | Second tour 19 juin 2022 | Second tour 19 juin 2022 |
|                                                    |                                                                  |                           |                           |                          |                          |
|                                                    |                                                                  | Nombre                    | % des inscrits            | Nombre                   | % des inscrits           |
| Inscrits                                           | Inscrits                                                         | 79 102                    | 100                       | 79 108                   | 100                      |
| Abstentions                                        | Abstentions                                                      | 36 781                    | 46,50                     | 41 201                   | 52,08                    |
| Votants                                            | Votants                                                          | 42 321                    | 53,50                     | 37 907                   | 47,92                    |
|                                                    |                                                                  |                           | % des votants             |                          | % des votants            |
| Bulletins blancs                                   | Bulletins blancs                                                 | 376                       | 0,89                      | 1643                     | 4,33                     |
| Bulletins nuls                                     | Bulletins nuls                                                   | 149                       | 0,35                      | 510                      | 1,35                     |
| Suffrages exprimés                                 | Suffrages exprimés                                               | 41 796                    | 98.76                     | 35 754                   | 94,32                    |
|                                                    |                                                                  |                           |                           |                          |                          |
| Candidat Étiquette politique (partis et alliances) | Candidat Étiquette politique (partis et alliances)               | Voix                      | % des exprimés            | Voix                     | % des exprimés           |
|                                                    |                                                                  |                           |                           |                          |                          |
|                                                    | Danielle Simonnet Nouvelle Union populaire écologique et sociale | 19 772                    | 47,31                     | 20 897                   | 58,45                    |
|                                                    | Lamia El Aaraje Parti socialiste diss.                           | 7 469                     | 17,87                     | 14 856                   | 41,55                    |
|                                                    | Mohamad Gassama Ensemble                                         | 6 616                     | 15,83                     |                          |                          |
|                                                    | François-Marie Didier Les Républicains                           | 2 517                     | 6,02                      |                          |                          |
|                                                    | Marie-Josée Boulaire Rassemblement national                      | 1 597                     | 3,82                      |                          |                          |
|                                                    | Philippe Houplain Reconquête                                     | 1 387                     | 3,32                      |                          |                          |
|                                                    | Philippe Aragon Divers centre                                    | 1 040                     | 2,49                      |                          |                          |
|                                                    | Apolline Tyburczy Parti animaliste                               | 634                       | 1,52                      |                          |                          |
|                                                    | Sandrine Adobati Parti pirate                                    | 266                       | 0,64                      |                          |                          |
|                                                    | Arnaud Charvillat Lutte ouvrière                                 | 266                       | 0,64                      |                          |                          |
|                                                    | Pauline Zeka Lema Parti ouvrier indépendant démocratique         | 127                       | 0,30                      |                          |                          |
|                                                    | Thierry Jean Pierre Nobin Extrême gauche                         | 72                        | 0,17                      |                          |                          |
|                                                    | Albertine Sylvestre Sans étiquette                               | 25                        | 0,06                      |                          |                          |

### Élections législatives de 2024
Les élections législatives françaises de 2024 se déroulent les dimanches 30 juin et 7 juillet 2024.
La France insoumise refuse l'investiture à Danielle Simonnet et la remplace par Céline Verzeletti.
| Résultats des élections législatives des 30 juin et 7 juillet 2024 de la 15e circonscription de Paris |                                   |                            |                            |              |              |              |             |             |
| Candidat                                                                                              | Candidat                          | Parti et coalition         | Nuances                    | Premier tour | Premier tour | Premier tour | Second tour | Second tour |
| Candidat                                                                                              | Candidat                          | Parti et coalition         | Nuances                    | Voix         | % inscrits   | % exprimés   | Voix        | %           |
| | Danielle Simonnet sortante réélue | LFI diss.                  | DVG                        | 23 103       | 29,02        | 41,87        | 28 858      | 74,19       |
| | Céline Verzeletti                 | LFI (NFP)                  | UG                         | 12 619       | 15,85        | 22,87        | 10 039      | 25,81       |
| | Mohamad Gassama                   | RE (ENS)                   | ENS                        | 8 948        | 11,24        | 16,22        |             |             |
| | Clotilde Guéry                    | RN                         | EXD                        | 4 969        | 6,24         | 9,01         |             |             |
| | François-Marie Didier             | LR                         | LR                         | 1 968        | 2,47         | 3,57         |             |             |
| | Philippe Aragon                   | PRV diss.                  | DVC                        | 1 634        | 2,05         | 2,96         |             |             |
| | Aliou Pourchet                    | UDI - VD                   | DVC                        | 943          | 1,18         | 1,71         |             |             |
| | Christian Guillot                 | REC                        | REC                        | 558          | 0,70         | 1,01         |             |             |
| | Arnaud Charvillat                 | LO                         | EXG                        | 275          | 0,35         | 0,50         |             |             |
| | Pierre Augros                     | NPA-R                      | EXG                        | 128          | 0,16         | 0,23         |             |             |
| | Laurent Chrétien Marquet          | SE                         | DIV                        | 32           | 0,04         | 0,06         |             |             |
| | Audrey Lepage                     | DLF                        | DSV                        | 1            | 0,00         | 0,00         |             |             |
| |                                   |                            |                            |              |              |              |             |             |
| Votes exprimés (% votants)                                                                            | Votes exprimés (% votants)        | Votes exprimés (% votants) | Votes exprimés (% votants) | 55 177       |              | 98,37        | 38 897      | 87,14       |
| Votes blancs (% votants)                                                                              | Votes blancs (% votants)          | Votes blancs (% votants)   | Votes blancs (% votants)   | 605          |              | 1,08         | 4 491       | 10,06       |
| Votes nuls (% votants)                                                                                | Votes nuls (% votants)            | Votes nuls (% votants)     | Votes nuls (% votants)     | 313          |              | 0,56         | 1 251       | 2,80        |
| Total                                                                                                 | Total                             | Total                      | Total                      |              |              | 100          |             | 100         |
| Abstention (% inscrits)                                                                               | Abstention (% inscrits)           | Abstention (% inscrits)    | Abstention (% inscrits)    | 23 503       | 29,53        |              | 34 959      | 43,92       |
| Participation (% inscrits)                                                                            | Participation (% inscrits)        | Participation (% inscrits) | Participation (% inscrits) | 56 095       | 70,47        |              | 44 639      | 56,08       |
| Inscrits                                                                                              | Inscrits                          | Inscrits                   | Inscrits                   | 79 598       |              |              | 79 598      |             |